# Liste des membres du Conseil souverain de Brabant
 (mars 2017).
Cet article présente, sous la forme d'un tableau, la liste des membres du Conseil souverain de Brabant, et en particulier ses chanceliers, conseillers, procureurs et suppôts, qui exercent au Conseil souverain de Brabant fondé en 1312 par la charte de Cortenbergh.

## Tableau récapitulatif
| Date           | Nom                                                                            | Fonction              | Remarques |
| -------------- | ------------------------------------------------------------------------------ | --------------------- | --- |
| 1326           | Leefdael, Roger de                                                             | chancelier            | |
| 1355           | Gere, Jean van                                                                 | chancelier            | |
| 1372           | Looz , Jean de                                                                 | chancelier            | |
| 16..           | Hugo, David-Englebert (Bruxelles, 2 mars 1639 - 23 décembre 1698)              | avocat                | Fils de Marie-Anne de Raveschot et d'Étienne Hugo (1613-1669). Époux de Jeanne-Marie Tax. |
| 1407-1412      | Camdonc(k), Pierre de (ou van)                                                 | chancelier            | |
| 16../17..      | Pape, Pierre-Martin de                                                         | conseiller            | Marié à Jeanne-Marie Maes, baptisée à Sainte-Catherine (Bruxelles) le 14 novembre 1662 et morte le 13 novembre 1727. |
| 1426-1429      | Bont, Jean de                                                                  | chancelier            | |
| 1429-1431      | Guilain (ou Ghislain) de Sart, Jean (1379-1444)                                | chancelier            | André de Geradon, L'étrange carrière du chanoine Gilain de Sart , chancelier de Liège et de Brabant, B.I.A.L. t. 88, 1976, p. 129-135. |
| 1431-1445      | Bont, Jean                                                                     | chancelier            | |
| 1445-1463      | Rydt, Goswin van der                                                           | chancelier            | |
| 1463-1467      | L'Orfèvre (ou Aurifabri) Jean                                                  | chancelier            | |
| 1467-1469      | Groote, Jean de(dit Magnus)                                                    | chancelier            | |
| 1469-1476      | L'Orfèvre, Jean                                                                | chancelier            | |
| 1477           | Noot, Geldolphe van der                                                        | chancelier            | |
| 1481           | Bouverie, Jean de la                                                           | chancelier            | |
| 1483           | Groote, Charles de                                                             | chancelier            | |
| 1485           | Hauthem, Jean de                                                               | chancelier            | |
| 1499           | Raes, Godefroid                                                                | chancelier            | |
| 1499           | Stradio, Guillaume de                                                          | chancelier            | |
| ?              | Velde, Jean van de                                                             | conseiller            | époux de Sibilla Raessen |
| 15..           | Maes, Jacques                                                                  | conseiller            | époux d'Adélaïde de Taxis. |
| 1504           | Roelants, Louis                                                                | chancelier            | |
| 1504           | Vorst, Jean van der                                                            | chancelier            | |
| 15..           | Noot, Guillaume vander (vers 1520 - 1er janvier 1591                           | conseiller            | Par ailleurs lieutenant de la Cour féodale du duché de Brabant. Fils de Jérôme van der Noot (1463-1540), chancelier du Conseil souverain de Brabant, et de Marie de Nassau. |
| 1509           | Le Sauvage (ou Silvagius), Jean                                                | chancelier            | |
| 1514-1531      | Noot, Jérôme Van Der (21 décembre 1463 - 18 février 1540)                      | chancelier            | chevalier. Abandonne sa charge pour cécité en 1531. |
| 1531           | Noot, Adolphe van der                                                          | chancelier            | |
| 1540           | Daelen, Englebert van den                                                      | chancelier            | |
| 1557           | Scheyfve, Jean                                                                 | chancelier            | |
| 1578           | t'Sestich (ou Sexagesius), Didier van                                          | chancelier            | |
| vers 1580      | Cornelius van Wytfliet (1555-1597)                                             | secrétaire            | Cartographe. |
| 1581           | Liesvelt, Théodore van                                                         | chancelier            | |
| 1585           | Damant, Nicolas                                                                | chancelier            | |
| 1616           | Pecquius, Pierre                                                               | chancelier            | chevalier, ambassadeur des archiducs Albert et Isabelle auprès du roi de France, conseiller au Grand conseil, conseiller au Conseil d'État et au Conseil privé. Source |
| 1626           | Boisschot, Ferdinand de                                                        | chancelier            | |
| 1650           | Kinschot, François de                                                          | chancelier            | |
| 1654           | Asseliers, Robert                                                              | chancelier            | |
| 1663-1668      | Steenhuys, Philippe-Guillaume de (? - 1er mai 1668)                            | chancelier            | chevalier, baron de Poederlé (24 avril 1623), seigneur de Flers, Moerbeke, etc. Marié à Warburge Snoy, dame de Poederlé. Leur fille, Anne-Marguerite de Steenhuys épouse son cousin germain Philippe-Henri de Steenhuys. |
| 1668           | Fierlants, Simon                                                               | chancelier            | chevalier, conseiller du Conseil suprême à Madrid. Source. |
| 1686           | Locquet, Jean-Antoine                                                          | chancelier            | vicomte de Hombeek, seigneur d'Impel. Par la suite membre du Grand conseil des Pays-Bas d'Espagne, puis président du Grand conseil de Malines, et en 1687, chancelier du Conseil souverain de Brabant |
| 1687, 6 juin   | Christyn, Jean-Baptiste (?-28 octobre 1690)                                    | chancelier            | E.-A. Hellin, Supplément généalogique, historique, additions et corrections a L'Histoire chronologique des évêques (...), Gand, Pierre de Goesin, 1777, p. 105. |
| ?              | Rycquewaert, Philippe de                                                       | conseiller            | |
| 16..           | Dongelberghe, Charles de                                                       | conseiller            | vicomte de Zillebeke |
| 1691           | Herzelles, Guillaume-Philippe d'                                               | chancelier            | |
| 1698           | Gryspere, Guillaume-Albert de                                                  | chancelier            | |
| 1725 (?) -1739 | Haeghen, Honoré Henri d'Eesbeecke, dit van der (? - 1er juin 1739)             | chancelier            | vicomte, conseiller du Conseil d'état, conseiller régent du Conseil suprême des Pays-Bas à Vienne |
| 1735-1767      | Orts, Pierre (1696–1768)                                                       | conseiller            | Il épousa en secondes noces Isabelle van der Waeren (1709-1784), fille d'Egide van der Waeren, receveur de la ville de Bruxelles. Pierre Orts eut 5 descendants membres du Conseil souverain de Brabant dont son fils Engelbert-Pierre (1743-1831) qui devint conseiller du Grand Conseil de Malines. De même, il eut pour gendres 4 membres du Conseil souverain du Brabant.                                                                 |
| 1739           | Schockaert , Jean-Daniel-Antoine                                               | chancelier            | |
| ?              | Stop, Henri                                                                    | conseiller            | Époux de Marguerite de Raveschot, fille de Bauduin et de Marguerite de Baenst. |
| 1746           | Chesne, Philippe-Cleriarde du                                                  | chancelier            | |
| 1749-...       | Orts, Egide (1724–1765)                                                        | avocat                | Fils de Pierre Orts (v. plus haut). Il avait épousé à Bruxelles en 1750 Marie-Julienne Hagheman, née en 1772 et décédée à Bruxelles en 1791; elle était fille de Thomas-Luc-Joseph Hageman (1692-1761), écuyer, procureur au Conseil souverain de Brabant. |
| vers 1749      | de Zadeleer, Louis-Joseph (?-1787)                                             | conseiller            | Trésorier de la ville de Bruxelles; il avait épousé à Bruxelles le 17 mai 1749 Caroline Orts (1732-1778). |
| vers 1750      | Hageman, Thomas-Luc-Joseph (1692-1761)                                         | procureur             | Ecuyer; sa fille Marie-Julienne Hagheman a épousé Egide Orts (1724-1765), Avocat au Conseil souverain de Brabant. |
| vers 1752      | de Wandel, Nicolas (?-1761)                                                    | avocat                | Il a épousé Cornélie Pétronille Orts (1733-1774), fille du Conseiller au Conseil souverain de Brabant Pierre Orts (1696-1768). |
| 1756           | Robiano, Louis-François de                                                     | chancelier            | |
| 1762           | Orts, Augustin (1738-1804)                                                     | avocat                | Fils de Pierre Orts (v. plus haut). Il fut ensuite nommé secrétaire de la Ville de Vilvorde, charge qu'il assuma durant 40 ans. |
| vers 1763      | van Gastel, Joseph-Emmanuel (?-?)                                              | avocat                | Il avait épousé à Bruxelles le 24 août 1763 la veuve Cornélie-Pétronille Orts (1733-1774) (dont il a été le second mari), fille du Conseiller au Conseil souverain de Brabant Pierre Orts (1696-1768). |
| 1763           | Streithagen, Gilles-François                                                   | chancelier            | |
| 1769           | Crumpipen, Joseph de                                                           | chancelier            | |
| vers 1772      | Rapedius de Berg, Ferdinand (Bruxelles, 5 mars 1740 - Vienne, 25 février 1802) | conseiller            | Seigneur de Berg au Luxembourg, Seigneur de Wies, de Neuninck. Substitut du Procureur Général au Conseil souverain de Brabant, Directeur Général de la Police des Pays-Bas, membre du Conseil Privé. Il avait épousé le 18 février 1772 Isabelle Josèphe Orts (1753-1835), fille de l'avocat au Conseil souverain de Brabant Egide Orts (1724-1765). Dernier amman de Bruxelles (1775).                                                       |
| vers 1775      | van Outheusden van Zevenhuysen, Antoine-Théodore (?-?)                         | avocat                | Il avait épousé à Bruxelles le 3 février 1775 Anne-Philippine Orts (1754-1806), fille du Conseiller au Conseil souverain de Brabant Pierre Orts (1696-1768). |
| vers 1790      | Villegas d'Estaimbourg, M. de                                                  | chancelier            | conseiller au conseil souverain de Brabant, faisant fonction de chancelier (vers 1790) |
| 17..           | Viron, Jean-Charles (Bruxelles, b. 15 janvier 1722 - Bruxelles, 27 avril 1799) | conseiller            | Baptisé le 25 janvier 1722 à l'église Notre-Dame de la Chapelle, licencié ès droits de l'université de Louvain, il avait épousé Maria Theresia t'Sas, issue des Lignages de Bruxelles (Sweerts). En juillet 1794, il fit partie des nombreux notables bruxellois emmenés comme otages à Avesnes par les autorités d'occupation française, destinés à être fusillés si la ville de Bruxelles ne versait pas à temps sa contribution de guerre. |
| ~ (1770-1790)  | Jean-Charles Junior van Goidtsnoven (1741-1791)                                | avocat                | Seigneur de Saint-Martin et lieutenant dans l'Armée Belgique,. |
| 1782-...       | Orts, Florent-Godefroid Orts de Bulloy (1761–1843)                             | avocat                | Fils du Conseiller Egide Orts (v. plus haut); à l'âge de 7 ans, il hérite de la Seigneurie de Bulloy (d'où sa particule, sans descendance mâle), Auditeur de la Chambre des Comptes (1791), Commissaire Général Civil adjoint pour le théâtre des opérations de S.M. l'Empereur d'Autriche, Président du Tribunal Civil de Mons, etc. |
| vers 1784      | de Fierlant, Baron Jean-François (?-?)                                         | conseiller            | Trésorier de la ville de Bruxelles, conseiller au Grand Conseil de Malines; il avait épousé à Bruxelles le 19 septembre 1784 Cornélie-Louise Orts (1757-1786), fille de l'avocat au Conseil souverain de Brabant Egide Orts (1724-1765). |
| 1788-1789      | Orts, Engelbert-Pierre (1743-1831)                                             | conseiller            | Fils du Conseiller Pierre Orts (v. plus haut); Conseiller au Grand Conseil de Malines (1789) lors de la suppression du Conseil souverain du Brabant par Joseph II. |
| 1790           | t'Kint, Jean-Baptiste (Bruxelles, 4 décembre 1760 - id., 27 janvier 1823)      | secrétaire            | écuyer, avocat, J.U.L., licencié dans les deux droits à Louvain le 15 décembre 1785, avocat auprès du Conseil Souverain de Brabant le 19 décembre 1786, nommé en 1790 secrétaire dudit conseil. Il fut admis au Lignage Roodenbeke le 13 juin 1786. Il avait épousé le 9 novembre 1790 Thérèse van der Schueren. |
| 1791           | Wittouck, Guillaume (Drogenbos, 30 octobre 1749 - Bruxelles, 12 juin 1829      | conseiller            | Il avait épousé à Bruxelles (église Saint-Nicolas) le 29 juin 1778 Anne-Marie Cools (Gooik, 25 janvier 1754 - Bruxelles, 11 avril 1824), issue des sept Lignages de Bruxelles. |
| 1794           | Limpens, Gaspard Joseph-Ferdinand de                                           | chancelier            | |
| 1794           | Velde, Pierre Dominique-Antoine Jean van                                       | chancelier            | |
| 17../18..      | Villegas de Pellenberg, Melchior Joseph Alexandre de                           | conseiller            | baron, admis au lignage bruxellois de Roodenbeke, licencié ès lois, échevin de Bruxelles |
| 15..           | Abseloens, Roelof (Louvain, 1487 - ?)                                          | conseiller            | |
| 1597, 5 mars   | Beerthem, Jean van                                                             | conseiller            | J.U.L., échevin de Bruxelles en 1587, 1588, 1589 1591, 1595 et 1596 ; receveur en 1593 et 1594 ; membre des Lignages de Bruxelles |
| 17..           | Wautier, Jean-Baptiste de                                                      | receveur des exploits | E.-A. Hellin, Supplément généalogique, historique, additions et corrections a L'Histoire chronologique des évêques (...), Gand, Pierre de Goesin, 1777, p. 93. |
| 16..           | Conrard                                                                        | conseiller            | Né à Anvers, Commissaire pour S.M.C. près des états de Hollande pour le Traité de Munster, Conseiller du Conseil de Brabant puis du Conseil Privé, ensuite du Suprême des Pays-Bas à Madrid et d'Aldegonde de Barchman-Wuypers. |